# Сейсмічність Чехії
Сейсмічність Чехії — характеризується відносно слабкою інтенсивністю.

## Загальна характеристика
Територія Чехії належить до слабкосейсмічних областей, окрім західної частини країни, яка перебуває у зоні активності земної поверхні. В структурному відношенні виділяють Чеський (Богемський) масив (частина європейських герцинід). Фундамент складений породами протерозою: в ядрі Чеського масиву верхній протерозой молданубікуму, Баррандієну і їх еквівалентів в Рудних горах. На території Чехії землетруси досягали 7 балів в районах Красліце, Трутнов, Опава. Більша частина зареєстрованих у Чехії землетрусів мала епіцентри за межами її території  — в сусідніх областях молодого гороутворення в Альпах і Карпатах.

## Землетруси у минулі століття
21 грудня 1985 року на заході Чехії стався сильний землетрус силою 4,6 балів (за шкалою Ріхтера).

## Землетруси XXI століття

### 2008
28 жовтня 2008 року, близько 9-ї години ранку, на заході Чеської Республіки в Карловарському краї стався черговий землетрус силою 4,2 балів (за шкалою Ріхтера). Епіцентр землетрусу припав на місто Хеб.
23 листопада 2008 року, землетрус силою 3,7 балів (за шкалою Ріхтера) забрав життя двох гірників, які працювали на шахті «Карвінський Дул», ще троє — зазнали травм.

### 2013
23 квітня 2013 року, землетрус магнітудою 2,5 балів (за шкалою Ріхтера) стався на заході Чехії в околицях міста Хеб. За повідомленням Інституту геофізики Академії наук Чеської Республіки протягом дня було зафіксовано ще декілька поштовхів дещо меншої потужності.